# Marta Żmuda Trzebiatowska
Marta Żmuda Trzebiatowska (sinh ngày 26 tháng 7 năm 1984 tại Człuchów) là một diễn viên điện ảnh, diễn viên truyền hình và diễn viên sân khấu người Ba Lan.
Cô tốt nghiệp Học viện nghệ thuật sân khấu quốc gia Aleksander Zelwerowicz ở Warsaw vào năm 2007. Năm 2008, Marta Żmuda Trzebiatowska cùng bạn nhảy Adam Król chiếm vị trí thứ 3 chung cuộc khi tham gia mùa thứ 8 của chương trình truyền hình nổi tiếng Taniec z Gwiazdami (Dancing with the Stars phiên bản Ba Lan).

## Thành tích nghệ thuật

### Diễn viên
- 2005: Dom niespokojnej starości trong vai Bella
- 2005: Kryminalni (Crime Detectives) trong vai Jagoda Dobroń
- 2005: Na dobre i na złe (For better and for worse) trong vai Dzidka Fryckiewina
- 2006–2007: Dwie strony medalu trong vai Iza Dorosz
- 2006: Fałszerze – powrót Sfory trong vai Basia
- 2006: Magda M. as Jagoda Rajewska
- 2007: Twarzą w twarz (Face to Face) trong vai Halina "Ola" Słomińska
- 2007: Przymierzalnia
- 2008: Nie kłam, kochanie trong vai Ania
- 2008: Serce na dłoni trong vai Małgorzata
- 2008–2009: Teraz albo nigdy! trong vai Marta Orkisz
- 2008: Wszystko trong vai Monika
- 2010: Ciacho trong vai Basia
- 2010: Śluby panieńskie trong vai Klara
- 2011: Och, Karol 2 trong vai Paulina
- 2011: Chichot losu trong vai Joanna Konieczna
- 2011: Wygrany trong vai Kornelia
- 2011: Gry małżeńskie trong vai Kasia
- 2011: Hotel 52 trong vai Alicja
- 2011: Komisarz Rozen trong vai Ewa Rybaczyńska
- 2011–2012: Julia trong vai Monika Miller
- 2012: Hans Kloss. Stawka większa niż śmierć trong vai Elza

### Lồng tiếng Ba Lan
- 2007: Winx Club: The Secret of the Lost Kingdom trong vai Flora
- 2012: Mirror Mirror trong vai Bạch Tuyết